# 興治
興治（Hưng Trị，1588年—1591年）是大越国莫朝莫茂洽的第五个年号，共计4年。

## 纪年
| 興治 | 初年     | 2年      | 3年      | 4年      |
| 公历 | 1588年   | 1589年   | 1590年   | 1591年   |
| 干支 | 戊子     | 己丑     | 庚寅     | 辛卯     |
| 黎朝 | 光興11年 | 光興12年 | 光興13年 | 光興14年 |
| 明   | 萬曆16年 | 萬曆17年 | 萬曆18年 | 萬曆19年 |